# José Marroquín Yerovi
José Marroquín Yerovi (Quito, Ecuador; 15 de noviembre de 1943-Guayaquil, Ecuador; 13 de abril de 2020) fue un sacerdote ecuatoriano.

## Biografía
Nació en Quito, Ecuador, el 15 de noviembre de 1943, en una familia con raíces cristianas e hijo varón de entre cinco hermanos. Obtuvo su título de ingeniería en 1966, al graduarse de la Escuela Politécnica Nacional.
Se incorporó al Opus Dei en 1970, luego se trasladó a Roma al poco tiempo, para estudiar Teología y vivir cerca del fundador del Opus Dei, Josemaría Escrivá. Estudió en la Universidad de Navarra, donde se graduó en 1974 y obtuvo el título de doctor en Teología. Fue ordenado sacerdote en 1978.
En 1980 regresó a Ecuador y realizó muchas labores sacerdotales, en las cuales estuvo durante treinta años en el colegio Intisana de Quito, donde miles de alumnos recibieron de su mano los sacramentos, cientos de familias y profesores recibieron su guía espiritual.
En 2009 viajó a Guayaquil, donde se mantuvo durante diez años como párroco de la Iglesia Rectoral San Josemaría Escrivá, ubicada en el km 7,5 de la avenida Samborondón, y trabajó como Capellán en el Colegio Femenino Delta. En 2017 realizó juntó a los feligreses de la Iglesia San Josemaría, el proyecto Nuevo Amanecer, para la construcción de una parroquia para los moradores de Socio Vivienda I  y II, ya que el sacerdote de la parroquia oficia misas en dicho lugar después de la venida del Papa Francisco en 2015, utilizando estructuras metálicas con vigas que se usaron durante la ceremonia del Papa en el Parque Samanes. Junto a los fieles consiguió donaciones en un evento el 25 de junio de 2017, de integración familiar con música, venta de comida y actividades de entretenimiento, también consiguieron donaciones con empresas vinculadas a la construcción para iniciar la obra, esto junto a las donaciones económicas que hasta julio de 2017 se consiguió, recaudaron más de $ cincuenta mil y la entrega de un terreno de 5.000 metros cuadrados, en comodato por parte del Ministerio de Inclusión Económica y Social, MIES, para la parroquia que tendría por nombre Beato Álvaro del Portillo, que se entregaría a inicios de 2018 la terminación de la iglesia y dos años más el término de toda la obra. También con los estudiantes del colegio Delta, realizaron un pulguero en la segunda fase de la obra en 2018.
El 17 de diciembre de 2018, durante un acto solemne precedido por el alcalde de Samborondón, José Yúnez, por el aniversario de creación de La Puntilla, le fue entregado a Marroquín el Reconocimiento al Mérito Humanístico.

## Fallecimiento
El Padre José Marroquín entró al hospital por una larga enfermedad, donde terminó contagiándose con COVID-19. Se mantuvo internado en la Clínica Alcívar, donde falleció por complicaciones de COVID-19 causado por el virus del SARS-CoV-2 durante la pandemia de enfermedad por coronavirus, en la mañana del 13 de abril, durante la Octava de Pascua de 2020, a la edad de 76 años, habiendo recibido los santos sacramentos y la bendición apostólica según informó en un comunicado web del vicario regional de la Prelatura del Opus Dei en Ecuador. Su fallecimiento fue anunciado por la Arquidiócesis de Guayaquil. El Arzobispo de Guayaquil, Monseñor Luis Cabrera, manifestó que Marroquín es el segundo sacerdote que falleció víctima del nuevo coronavirus, que el primer caso de un sacerdote confirmado con el virus en fallecer, fue el vicario judicial y párroco de Santo Tomás Moro, el Padre Henry Gallardo, el 2 de abril, mientras que el Padre Carlos Quinde falleció el 28 de marzo, bajo sospechas de COVID-19, ya que presentó síntomas de fiebre alta y falleció en la iglesia de un paro cardiorrespiratorio, sin embargo no se le pudo realizar la prueba. Hasta ese momento se conoció de tres casos más de contagio en sacerdotes de Guayaquil.